# Ellinair
Ellinair é uma companhia aérea grega com sede em Salonica. Opera voos regulares e voos charter.

## História
A nova companhia aérea foi fundada em 19 de fevereiro de 2013 e seu primeiro voo foi operado em fevereiro de 2014. A empresa faz parte do Grupo Mouzenidis, e foi criada para atender o grande volume de turistas, principalmente da Rússia, que visitam a Grécia pela Mouzenidis Travel. Em 15 de junho de 2015, a Ellinair lançou novas rotas domésticas de Atenas e Salonica.

## Frota
A frota da Ellinair consiste nas seguintes aeronaves (Setembro de 2020):
| Aeronaves       | Em Serviço | Ordens | Passageiros | Notas |
| --------------- | ---------- | ------ | ----------- | ----- |
| Airbus A320-200 | 4          | –      | 180         |       |
| Airbus A319-100 | 1          | –      | 144         |       |
| Total           | 5          | 0      |             |       |